# Baie de la Table (îles Kerguelen)
Pour les articles homonymes, voir Baie de la Table.
La baie de la Table est une baie marquant la séparation entre la péninsule Gallieni (à l'est avec la presqu'île du Bougainville) et la péninsule Rallier du Baty (à l'ouest avec la presqu'île La Bourdonnais), situées au sud de la Grande Terre des îles Kerguelen dans les Terres australes et antarctiques françaises.

## Géographie

### Situation
La baie de la Table peut être considérée comme une partie de la baie d'Audierne, dont elle occupe la partie nord. Elle se prolonge profondément dans le péninsule Rallier du Baty par le fjord des Portes Noires (7 km) dans lequel se jette la rivière Chasles.

### Toponymie
Elle prend son nom de la montagne de la Table (environ 245 m d'altitude) qui la domine de son profil caractéristique à l'est de son entrée à l'extrémité de la presqu'île du Bougainville. Ce toponyme remonte au milieu du XIXe siècle et est dû aux chasseurs de phoques anglo-américains qui la fréquentaient et la référencèrent sous le nom de Table Bay dans les cartes de l'Amirauté en 1874.